# Інститут фармакології та біохімії НАН Білорусі
Інститут фармакології та біохімії Національної академії наук Білорусі — до 2012 року найбільший науковий центр Білорусі в галузі фармакології й фармації, біохімії людини і тварин. Був законодавцем нововведень і девелоперською організацією у сфері створення, доклінічних досліджень, впровадження у виробництво і медичну практику лікарських засобів і діагностикумів різного призначення. Єдиний фундаментальний Інститут Академії наук, який у рекордно короткі терміни створив наукову школу, дослідно-промислове виробництво та широку лінійку сучасних лікарських засобів, освоєних у серійному виробництві.

## Історія
Наукову базу інституту засновано 1967 року в Гродно як лабораторію вітамінології, 11 серпня 1970 року перетворено на Відділ регуляції обміну речовин Академії наук УРСР. Постановою Ради Міністрів БРСР 06.09.1985 № 274 на основі Відділу регуляції обміну речовин створено самостійний Інститут біохімії. Згодом Інститут перетворено постановами Президії НАН Білорусі 19.01.2006 № 9, Бюро Президії НАН Білорусі 12.05.2006 № 245. З останньої дати Інститут має сучасну назву і включає головну установу в Мінську і Гродненську філію.
2009 року Інститут заснував республіканське виробниче унітарне підприємство «Академфарм» — перше інноваційне фармацевтичне виробництво в республіці.
Популярність і заслужений авторитет Інституту принесли виконані його співробітниками роботи в галузі нейрохімії та нейрофармакології, біохімії алкогольної та наркотичної залежності, вітамінології, фармакології метаботропних засобів і біорегуляторів, засобів метаболічної терапії.
Широко відомі наукові праці співробітників Інституту з дослідження некоферментних функцій вітаміну В (роль тіамінтрифосфату в адаптаційних механізмах, системи тіамін-тіохром в інактивації нітрозильних радикалів і ферильних форм міоглобіну), а також шляхів метаболізму етанолу, його аналогів та метаболітів.
В останні роки завершено цикли робіт з поведінкової фармакології, кардіофармакології, біохімічної фармакології, токсикології, технології ліків. Інститут формує і бере участь у виконанні найважливіших державних і науково-технічних програм у галузі медицини та охорони здоров'я, роботах зі створення нових лікарських засобів та діагностикумів.
У різні роки співробітники інституту спільно з іншими колективами виконали медико-біологічні дослідження, що призвели до розробки понад 30 оригінальних лікарських засобів.
В інституті розроблено серію вітамінних, вітамінно-мінеральних і метаболічних комплексів під парасольковим товарним знаком УНИВИТ/UNIVIT, які є національним вітамінним брендом. Від 2010 року випуск продукції під брендом УНИВИТ освоєно на державному підприємстві інституту «Академфарм».

## Наукова діяльність
Інститут проводить науково-інноваційні роботи і спеціалізується в галузі біомедичних наук, фармакології і фармації, токсикології, біохімії людини і тварин, біомедичної та фармацевтичної хімії.
Інститут проводить повний цикл дослідних і впроваджувальних робіт з пошуку і розробки нових фармацевтичних субстанцій, лікарських засобів, біологічно активних сполук, а також нутрицевтиків, метаболічних комплексів різного призначення.
Інститут виконує системні наукові дослідження в галузі вивчення молекулярних механізмів регуляції обміну речовин у нормі та при патології, молекулярної та генетичної діагностики, фармакогеноміки, розробки молекулярних основ створення сучасних біосенсорів тощо.

### Напрями наукових робіт
- Експериментальна та клінічна фармакологія
- Фармація й технологія ліків
- Токсикологія
- Біохімія людини та тварин
- Біомедична та фармацевтична хімія
- Дослідження і розробка лікарських засобів та інших фармацевтичних продуктів
- Доклінічні, біоеквівалентні та фармацевтичні випробування
- Дослідження і розробки в галузі обміну речовин і засобів метаболічної терапії
- Біофармакологія і клітинна терапія

### Видавнича діяльність
В Інституті щорічно проводяться міжнародні науково-практичні конференції:
- Експериментальна та клінічна фармакологія;
- Молекулярна та біохімічна фармакологія;
- Білоруські ліки.

На регулярній основі видаються щорічні збірники наукових праць:
- «Лікарські засоби й біологічно активні сполуки»[3]
- «Молекулярна і біохімічна фармакологія»[4]
- «Експериментальна та клінічна фармакологія 2009»[5]
- «Білоруські ліки 2010»[6]

## Адміністрація

### Директори інституту
Засновник і перший директор Інституту біохімії — Островський Юрій Михайлович (від 1985 до 1991 року) — біохімік, доктор медичних наук, професор, академік Національної академії наук Білорусі, заслужений діяч науки БРСР. Академік Ю. М. Островський керував інститутом від дати його створення до останніх днів свого життя.
Від 1992 до 1996 року директором інституту працював Ларін Ф. С. — біохімік, доктор біологічних наук.
Протягом 1996—1998 років обов'язки директора виконував Мойсейонок А. Г. — доктор біологічних наук, член-кореспондент НАН Білорусі.
Від 1998 до 2002 року директором Інституту був доктор медичних наук Нефьодов Л. І.
У 2003—2005 роках — доктор медичних наук Лелевич В. В.
Засновником Інституту фармакології та біохімії і його директором від дати формування до останніх днів був доктор фармакології Романовський Дмитро Йосипович.
Під його керівництвом створено сучасну науково-дослідну базу інституту в Мінську і Гродно, створено національний розплідник і експериментально-біологічну клініку, закладено наукові школи фармакології, токсикології та молекулярної медицини, сформовано наукові напрями та програми, розроблено та впроваджено у виробництво десятки нових лікарських засобів, побудовано фармацевтичний завод «Академфарм», сформовано дорожню карту розвитку фармацевтичної промисловості Білорусі до 2025 року.
Керівництво інституту:
- керівник Центру біодосліджень — Дубовик Борис Валентинович, доктор медичних наук, професор фармакології, лауреат Державної премії СРСР у галузі науки і техніки;
- заступник директора з наукової та інноваційної роботи — Ніколаєвич Лариса Миколаївна, кандидат біологічних наук;
- заступник директора з наукової роботи — Кравченко Олена Валеріївна, кандидат біологічних наук;
- заступник директора з наукової та інноваційної роботи — керівник Гродненського філії — Пронько Павло Сергійович, доктор біологічних наук;
- заступник директора з режиму та безпеки — Вишневський Володимир Миколайович.

Видатну роль у розвитку інституту зіграли завідувачі відділів професор Буко В. У., професор Виноградов В. В., кандидат біологічних наук Кравченко Є. В., професор Мойсейонок А. Г., кандидат біологічних наук Шилов В. В., завідувачі лабораторій кандидат біологічних наук Афонін В. Ю., кандидат біологічних наук Зверинский В. В., кандидат хімічних наук Курман П. В., кандидат медичних наук Насєк В. М., провідний науковий співробітник кандидат біологічних наук Степуро І. І., завідувач відділу біомоделей Осмоловський С. А. та інші.

## Структурні підрозділи
- Відділ біомоделей (сектор радіаційних моделей; експериментально-біологічна клініка; розплідник лабораторних тварин)
- відділ біорегуляторів
- відділ біохімічної фармакології
- відділ вітамінології і нутріцевтики
- відділ системної фармакології
- відділ поведінкової фармакології
- лабораторія біохімічної токсикології та наркології
- лабораторія токсикології
- лабораторія фармакогенетиків
- Хіміко-фармацевтичний центр (експериментально-впроваджувальний відділ у складі лабораторій технології готових лікарських форм, мікробіологічного аналізу, групи стандартизації та сертифікації; відділ хіміко-фармацевтичних досліджень у складі лабораторій фармацевтичних випробувань і фізико-хімічних досліджень)

Інноваційна інфраструктура: філія Республіканського центру трансферу технологій.

## Підготовка наукових кадрів
В Інституті ведеться підготовка кадрів вищої наукової кваліфікації через навчання в аспірантурі за спеціальностями:
- 14.00.25 Фармакологія, клінічна фармакологія (медичні та біологічні науки)
- 14.00.20 Токсикологія (медичні та біологічні науки)
- 03.00.04 Біохімія (біологічні науки)
- 03.00.02 Біофізика (біологічні науки)
- 15.00.01 Технологія ліків та організація фармацевтичної справи
- 15.00.02 Фармацевтична хімія та фармакогнозія

## Продукція і послуги
Продукція і послуги відбивають можливості його наукової та інноваційної інфраструктури: підготовка наукових кадрів; видавнича діяльність; дослідження і розробка лікарських засобів та інших фармацевтичних продуктів; доклінічні, біоеквівалентні й фармацевтичні випробування. Інститут виконує дослідження й розробку препаратів, що впливають на травний тракт та обмін речовин, препаратів для лікування захворювань серцево-судинної системи, препаратів для лікування урогенітальних захворювань органів і статевих гормонів, гормональних препаратів для системного використання, протимікробних препаратів, протипухлинних препаратів та імуномодуляторів, препаратів для лікування захворювань кістково-м'язової системи, препаратів для лікування захворювань нервової системи, препаратів для лікування захворювань органів чуття, інших лікарських препаратів.

## Основні монографії
1. Островский Ю. М. Тиамин: Избранные главы по биохимии витамина В1. Мн.: Беларусь, 1971.
2. Островский Ю. М. Антивитамины в экспериментальной и лечебной практике. Мн.: Беларусь, 1973.
3. Механизмы межвитаминных взаимоотношений: Тиамин, пиридоксин, пантотеновая и никотиновая кислота / Отд. регуляции обмена веществ Акад. наук БССР; [Ю. М. Островский, А. Г. Мойсеенок, А. Г. Мажуль, Г. Н. Михальцевич; Под ред. Ю. М. Островского]. — Мн.: Наука и техника, 1973.
4. Островский Ю. М. и соавт. Кокарбоксилаза и другие тиаминфосфаты. Мн.: Наука и техника, 1974.
5. Островский Ю. М. Активные центры и группировки в молекуле тиамина. Мн.: Наука и техника, 1975.
6. Химия, биохимические функции и применение пантотеновой кислоты. Под ред. А. Г. Мойсеенка. Мн., 1977.
7. Экспериментальная витаминология: справ. рук. / Акад. наук Белорус. ССР, Отд. регуляции обмена веществ; под ред. Ю. М. Островского. — Мн.: Наука и техника, 1979.
8. Биохимические аспекты влияния витаминов на процессы старения / Г. А. Залезинская, И. А. Никишкин, А. Е. Пленин; Под ред. Ю. М. Островского; Акад. наук БССР, Сектор геронтологии. — Мн.: Наука и техника, 1979.
9. Биохимия о происхождении жизни / Ю. М. Островский. — Мн.: Наука и техника, 1979.
10. Мойсеенок А. Г. Пантотеновая кислота: Биохимия и применение витамина / А. Г. Мойсеенок; Под ред. Ю. М. Островского; Акад. наук Бел. ССР, Отд. регуляции веществ. — Мн.: Наука и техника, 1980.
11. Этанол и обмен веществ / Акад. наук Белорус. ССР, Отд. регуляции обмена веществ; под ред. Ю. М. Островского. — Мн.: Наука и техника, 1982.
12. Пируват и лактат в животном организме / Ю. М. Островский, М. Г. Величко, Т. Н. Якубчик; Акад. наук БССР, Отд. регуляции обмена веществ. — Мн.: Наука и техника, 1984.
13. Гормональные механизмы метаболического действия тиамина / В. В. Виноградов. — Мн.: Наука и техника, 1984.
14. Биологический компонент в генезисе алкоголизма / Ю. М. Островский, В. И. Сатановская, М. Н. Садовник. — Мн.: Наука и техника, 1986.
15. Метаболические эффекты недостаточности функционально связанных В-витаминов / Акад. наук БССР, Ин-т биохимии. — Мн.: Наука и техника, 1987.
16. Виноградов В. В. Некоферментные функции витамина PP. Мн.: Наука и техника, 1987.
17. Виноградов В. В., Струмило С. А. Витаминзависимые ферменты надпочечников: дегидрогиназы 2-оксокислот. Мн.: Наука и техника, 1988.
18. Метаболические предпосылки и последствия потребления алкоголя / Акад. наук Бел. ССР, Ин-т биохимии. — Мн.: Наука и техника, 1988.
19. Межвитаминные отношения при ишемической болезни сердца и гипертонической болезни / [В. М. Борец, В. В. Мирончик, Л. П. Артаева и др.; Науч. ред. Ю. М. Островский. — Мн.: Наука и техника, 1988.
20. Производные пантотеновой кислоты. Разработка новых витаминных и фармакотерапевтических средств. /А. Г. Мойсеенок, В. М. Копелевич, В. М. Шейбак, В. А. Гуринович. — Мн., 1989.
21. Буко В. У. Простагландины при алкогольном поражении печени / Науч.ред. Ю. М. Островский; АН БССР, Ин-т биохимии. — Мн.: Навука і тэхніка, 1991.
22. Водорастворимые витамины в инфекционной патологии / В. И. Комар, В. С. Васильев, А. Г. Мойсеенок; Под ред. Ю. М. Островского; Ин-т биохимии АН БССР, Гродн. мед. ин-т. — Мн.: Навука і тэхніка, 1991.
23. Островский Ю. М., Островский С. Ю. Аминокислоты в патогенезе, диагностике и лечении алкоголизма. Мн.: Наука и техника, 1995.
24. Кофермент А и его предшественники: синтез, анализ и экспериментальное изучение. /Под ред. В. С. Тишкина. — Москва, 1997.
25. Виноградов В. В. Гормоны, адаптация и системные реакции организма. Мн.: Наука и техника, 1998.
26. Виноградов В. В. Стресс. Морфобиология коры надпочечников. Мн., 1998.
27. Ноотропные препараты. Пантогам, двадцатилетний опыт применения в психоневрологии. Нейробутал, кальцевая соль гамма-оксимасляной кислоты. Результаты клинического изучения. Москва, 1998.
28. Кубарко А. И., Романовский Д. И. и соавт. Щитовидная железа. Фундаментальные аспекты. Нагасаки-Минск, 1998.
29. Виноградов В. В. Стресс и витамины. Мн.: Наука и техника, 1999.
30. Нефёдов Л. И. Таурин. Гродно, 1999.
31. Виноградов В. В. Некоферментная витаминология. Мн.: Наука и техника, 2000.
32. Угляница К. Н., Нефёдов Л.И, Бжоско В. Ukrain (биологическая активность и применение в медицине) Гродно, 2000.
33. Кубарко А. И., Романовский Д. И. и соавт. Щитовидная железа у детей. Минск-Питтсбург-Нагасаки, 2002.
34. Морозкина Т. С., Мойсеенок А. Г. Витамины. Мн., 2002.
35. Дубовик Б. В., Романовский Д. И. Фармакология бета-лактамных антибиотиков. Мн., 2003.
36. Romanovski D. et al. Molecular Cell Regulation. New York, 2003.
37. Леднёва И. О., Величко М. Г., Нефёдов Л.И Особенности действия производных L- глутамина и L-фенилаланина в организме опухоленосителей, Гродно, 2003.
38. Кабак С. Л., Романовский Д. И. Энциклопедический медицинский словарь. Мн., 2004.
39. Буко В. У., Лукивская О. Я., Хоха А. М. Метаболические последствия алкогольной интоксикации. Мн.: Белорусская наука, 2005.
40. Виноградов В. В. Стресс и патология. Мн.: Белорусская наука, 2007.
41. Макарчиков А. Ф. Тиаминтрифосфат: новый взгляд на некоферментную функцию витамина В1. Мн.: Белорусская наука, 2008.

## Збірки наукових праць
1. Биохимия алкоголизма. Всесоюзный (шестой Гродненский) симпозиум. Мн.: Наука и техника, 1980.
2. Антивитамины в регуляции обмена веществ: (эксперимент, клиника): тезисы докладов 7-го Гродненского симпозиума 28―29 сентября 1983 г. /редколлегия: Ю. М. Островский (ответственный редактор) и др.]. Гродно, 1983.
3. Amino Acids and Their Derivatives. Proceedings of I International Symposium. Grodno, 1996.
4. Биохимические механизмы эндогенной интоксикации: Материалы 2-го бел.-рос. симпоз., 29-31 окт. 1997 г. / Редкол.: В. У. Буко (отв. ред.) и др.. — Гродно, 1997.
5. East-West Symposium on Biomedical Research of Alcohol-related Diseases. Grodno, 1998.
6. Пантенол и другие производные пантотеновой кислоты: биохимия, фармакология и медицинское применение. Материалы международного симпозиума. Гродно, 1998.
7. Biological activity and transport of drugs. Proceedings of International Symposium. Grodno 1999.
8. Биохимические аспекты жизнедеятельности биологических систем. Ordinary General Assembly of the Society of Biochemistry of Belarus, Proceedings of International Symposium. Grodno 2000.
9. Биологически активные соединения в регуляции метаболического гомеостаза. Biologically active compounds in control of metabolic homeostasis. Proceedings of International Symposium. Grodno, 2000.
10. Аминокислоты и их производные в биологии и медицине. Материалы II международной научной конференции. Гродно 2001 г.
11. Питание и обмен веществ. Гродно, 2002.
12. Биохимия, фармакология и клиническое применение производных пантотеновой кислоты. Сборник научных статей. Гродно, 2003.
13. Научно-практическая конференция молодых ученых и студентов, посвященная памяти академика Ю. М. Островского, 10-11 апр. 2003 г. — Гродно: ГрГМУ, 2003.
14. Питание и обмен веществ. Гродно, 2003.
15. Современные аспекты изучения алкогольной и наркотической зависимости. Материалы международного симпозиума. Гродно, 2004.
16. Активные формы кислорода, азота и хлора в регуляции клеточных функций в норме и при патологии. Материалы международного симпозиума в 2-х частях. Гродно, 2006.
17. Лекарственные средства и биологически активные соединения. Гродно, 2007.
18. Экологическая медицина и фармакология. Международный симпозиум молодых ученых. Минск, 2007.
19. Питание и обмен веществ. Мн.: Белорусская наука, 2008.
20. Экспериментальная и клиническая фармакология. 2-я международная научная конференция. Мн., 2008.
21. Молекулярная и биохимическая фармакология. Материалы международной научной конференции. Гродно, 2008.
22. Экспериментальная и клиническая фармакология — 2009. Материалы международной научно-практической конференции. Мн., 2009.
23. Белорусские лекарства. Материалы международной научно-практической конференции. Мн., 2010.